# Pray for Me
«Pray for Me» es una canción del cantante canadiense The Weeknd y del rapero estadounidense Kendrick Lamar perteneciente a la banda sonora de la película de superhéroes de Marvel Comics de 2018 Black Panther. La canción fue lanzada por Top Dawg Entertainment, Aftermath Entertainment, e  Interscope Records el 2 de febrero de 2018, como el tercer sencillo del álbum. Además, se trata de la segunda colaboración entre ambos artistas. La canción aparece en la película durante la escena donde el héroe principal junto con sus aliados, Nakia y Okoye, entran a un casino secreto en Busan.

## Posicionamiento
| Lista (2018)                           | Mejor posición |
| -------------------------------------- | -------------- |
| Australia (ARIA)                       | 9              |
| Austria (Ö3 Austria Top 40)            | 32             |
| Bélgica (Flandes) (Ultratop 50)        | 22             |
| Bélgica (Valonia) (Ultratop 50)        | 39             |
| Canadá (Canadian Hot 100)              | 5              |
| Colombia (National Report)             | 63             |
| República Checa (Rádio Top 100)        | 57             |
| Dinamarca (Tracklisten)                | 6              |
| Ecuador (National-Report)              | 95             |
| Finlandia (OFC)                        | 9              |
| Francia (SNEP)                         | 14             |
| Alemania (Media Control AG)            | 24             |
| Greece (IFPI Greece)                   | 4              |
| Italia (FIMI)                          | 72             |
| Lebanon (Lebanese Top 20)              | 2              |
| Mexico Airplay (Billboard)             | 34             |
| Países Bajos (Dutch Top 40)            | 14             |
| Países Bajos (Mega Single Top 100)     | 22             |
| Nueva Zelanda (Recorded Music NZ)      | 12             |
| Noruega (VG-lista)                     | 6              |
| Escocia (Scottish Singles Sales Chart) | 19             |
| Eslovaquia (Rádio Top 100)             | 37             |
| España (Top 100 Canciones)             | 84             |
| Suecia (Sverigetopplistan)             | 4              |
| Suiza (Schweizer Hitparade)            | 21             |
| Reino Unido (UK Singles Chart)         | 11             |
| Reino Unido (UK R&B Chart)             | 5              |
| Estados Unidos (Billboard Hot 100)     | 7              |
| Estados Unidos (Adult Top 40)          | 31             |
| Estados Unidos (Hot Dance Club Songs)  | 47             |
| Estados Unidos (Mainstream Top 40)     | 3              |
| Estados Unidos (Hot R&B/Hip-Hop Songs) | 4              |

## Historial de lanzamientos
| Región         | Fecha                | Formato                    | Discográfica(s)                 | Ref.   |
| -------------- | -------------------- | -------------------------- | ------------------------------- | ------ |
| Estados Unidos | 2 de febrero de 2018 | Descarga digital streaming | Top Dawg Aftermath Interscope   | [ 37 ] |
| Reino Unido    | 2 de febrero de 2018 | Rhythmic contemporary      | Top Dawg XO Republic Interscope | [ 38 ] |
| Estados Unidos | 6 de febrero de 2018 | Rhythmic contemporary      | Top Dawg XO Republic Interscope | [ 39 ] |
| Estados Unidos | 6 de febrero de 2018 | Contemporary hit radio     | Top Dawg XO Republic Interscope | [ 40 ] |
| Reino Unido    | 9 de febrero de 2018 | Contemporary hit radio     | Top Dawg XO Republic Interscope | [ 41 ] |